# De lauwerkrans van Caesar
De lauwerkrans van Caesar (1972) is een stripalbum uit de Asterix-reeks. In het album is zeer veel aandacht besteed aan de Romeinse architectuur, die tot in detail is getekend.

## Verhaal
Heroïx en Bellefleur bezoeken Bellefleurs broer Homéopatix waarbij Asterix en Obelix meegaan als lijfwacht. Heroïx en Homéopatix drinken te veel en dagen elkaar uit. Homéopatix vindt Heroïx eigenlijk een boerenpummel, veel te min voor zijn zus. Heroïx vindt Homéopatix een materialistische blaaskaak. Hij laat zich, zwaar beschonken provoceren en nodigt Homéopatix uit om zijn dorp te bezoeken. Hij belooft Homéopatix een ragout, gekruid met laurier uit de lauwerkrans van Caesar. Obelix, die ook te veel heeft gedronken, biedt spontaan aan met Asterix naar Rome te gaan (luidkeels "Broeva! Haro!" roepend). Bellefleur is in tranen en schaamt zich dood, terwijl Asterix woedend is dat hij hierdoor tegen zijn zin in het avontuur wordt meegesleept.
Zo treffen we een nog mokkende Asterix en Obelix aan in Rome. Obelix wil meteen het paleis van Caesar binnenstormen, maar Asterix waarschuwt hem dat ze door de toverdrank misschien sterk zijn, maar niet onkwetsbaar. De legionairs van een heel ander kaliber dan die bij het dorp en het zijn er veel meer. Domweg binnenstormen is zelfs met toverdrank een kansloze onderneming. Ze moeten dus een list verzinnen.
Asterix en Obelix proberen zichzelf als slaven te verkopen bij Tiffanus, een slavenhandelaar waar ook Caesar klant is. Ze worden echter niet gekocht door de huismeester van Caesar, maar door Claudius Capsonus. Dit is niet de bedoeling en Asterix en Obelix proberen zichzelf weer vrij te krijgen, door zichzelf zo ongeliefd te maken dat hun meester ze zal dumpen. En passant vinden ze ook een nieuw middel tegen een kater uit. Dit heeft echter precies het tegengestelde effect: als Asterix en Obelix midden in de nacht lawaai maken gaat Capsonus meefeesten. Hierbij drinkt hij wat te veel. Asterix en Obelix worden voor een boodschap naar Caesars paleis gestuurd om een afspraak daar af te zeggen omdat Capsonus een kater heeft. 
Exloverus, de jaloerse majordomus, zorgt dat ze gearresteerd worden, op beschuldiging dat ze Caesar zouden willen vermoorden. Asterix en Obelix hebben hier geen probleem mee en breken iedere nacht uit hun cel om het paleis te doorzoeken naar Caesars lauwerkrans, waarbij Obelix zich amuseert door met een lichte hand elke wachter de lucht in te meppen en op te vangen (in het beeld te zien door afwisselend 'pif' en 'pof' te horen; bij een steviger exemplaar wordt dit 'POF' wat Obelix doet ontvallen "wat een dikkerd was dat, zeg"), maar helaas zonder resultaat. Bij de eerste nacht worden ze ruw gewekt door de commandant van de wacht, die door Obelix af wordt gesnauwd, dat hij wil slapen (iets wat ze blijkbaar in Rome volgens hem niet doen).
Uiteindelijk laten ze zich, na een dramatisch pleidooi voor de rechter, voor de leeuwen werpen omdat ze horen dat Caesar vaak gladiatorengevechten bezoekt. Maar ook dit mislukt doordat Caesar niet aanwezig blijkt bij de gevechten. Asterix en Obelix willen niet de arena in en de grootste mannetjesleeuw eet alle andere leeuwen op, waarna de woedende toeschouwers dreigen het circus af te breken (en passant wordt de oververzadigde leeuw door het publiek naar buiten gedragen).
Doodmoe maar nog steeds zonder lauwerkrans, gaan Asterix en Obelix, na de Romeinen ontglipt te zijn, zich in een steeg verbergen, waar ze echter door een roversbende worden overvallen. Wanneer de hoofdman hen herkent, biedt hij hen een plaats aan (en tot plezier van Obelix, een droge plek om overdag te kunnen slapen). Wanneer hun eerste slachtoffer de zoon van Capsonus, wederom dronken, blijkt te zijn, maken ze korte metten met de roversbende en krijgen van de dronken jongeman te horen dat Caesar terug is, en niemand minder dan Exloverus een "grote eer" te beurt valt. 
Na het recept van het middeltje tegen katers te hebben meegegeven besluiten Asterix en Obelix Exloverus in de herberg te gaan zoeken. Exloverus schrikt zich kapot en bekent dat hij bang was dat de Galliërs zijn plaats zouden innemen en is nu bereid hen te helpen. Hij is namelijk door Julius Caesar gekocht wegens zijn "verijdeling van de moord", en is in een positie de lauwerkrans te grijpen. Met de belofte van stilzwijgen wordt Exloverus overgehaald hen te helpen. Hij wisselt de krans om en geeft hem aan Asterix en Obelix.
De volgende morgen trekt Caesar in triomf door de Romeinse straten, met boven hem een valse laurierkrans van basilicum, die hem ineens trek doet hebben in geroosterde schapenbout.
Asterix en Obelix keren terug naar hun dorp en een groots maal wordt aangericht, waaronder de beloofde ragout, gekruid met laurier uit de lauwerkrans van Caesar. Homéopatix heeft zelfs nu nog kritiek op zowel de kruiden als het vlees, en Heroïx lucht zijn gemoed door hem een flinke optater te geven. En zo komt alles weer goed tijdens een feestmaal onder de sterren.

## Personages
De namen zijn die in de Nederlandse versie.
- Homeopatix: broer van Bellefleur (verwijst naar homeopathie);
- Claudius Capsonus: rijk Romeins burger. Zijn naam is afkomstig van "kapsones", een grote mond;
- Exloverus: majordomus en slaaf van Clausius Capsones. Ex is een Latijns voorvoegsel dat "uit" betekent. Zijn naam betekent dus "uitslover";
- Gracchus Capsonus (bijnaam "Imbeciel"): is de zoon des huizes en feestbeest. Hij ontdekt dat de "soep" van Asterix en Obelix katers bestrijdt.
- Tiffanus: de slavenhandelaar die bekendstaat hoogstaande slaven te verkopen aan de hogere klassen, inclusief Julius Caesar. Zijn naam verwijst naar het bekende Tiffany's grootwarenhuis, dat eveneens de betere klassen aanspreekt.

## Trivia
- De mannelijke slaaf neemt diverse poses aan, verwijzend naar klassieke beelden die, chronologisch gezien, pas veel later zouden worden vervaardigd, zoals Laocoöngroep, De Denker en Discuswerper. De Denker van Auguste Rodin alleen al dateert van 1881.
- Zowel Exloverus als Gracchus Capsonus slaan, na het innemen van de "maaltijd" die Asterix en Obelix vervaardigd hebben, vier verschillende kleuren uit terwijl hun hoofden lijken te ontploffen, terwijl ook de achtergronden veranderen van kleur: een verwijzing naar Andy Warhols Marylin Monroe-schilderij.
- Net als in Het ijzeren schild is Heroïx te voet, zonder zijn vaste schilddragers, maar met escorte van Asterix en Obelix.
- De menner van de wilde beesten in het Circus is een karikatuur van de vermaarde circusdirecteur en ringmeester Jean Richard.